# Stadsträdgården, Uppsala

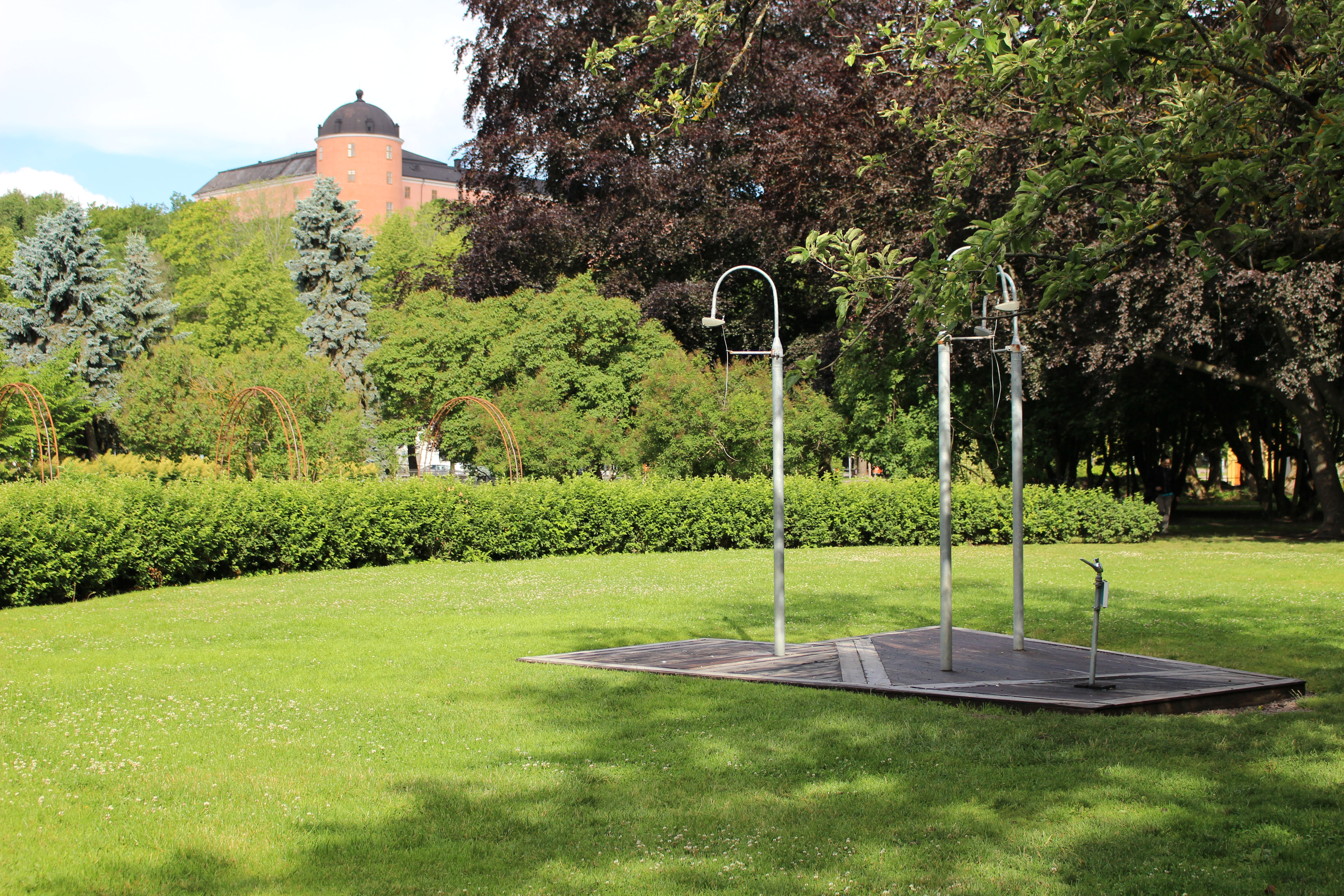
Stadsträdgården med Uppsala slott i bakgrunden.

Stadsträdgården, ofta kallad Stadsparken, är en park i Uppsala. Parken avgränsas i norr mot Svandammshallarna och Flustret, i öster mot Fyrisån, i söder mot Studenternas IP och i väster mot Akademiska sjukhuset. Stadsträdgården är en stadspark och stadens största park. I parken finns lekplats, caféet Gula villan samt friluftsteatern Parksnäckan. Under vintern 2011 och 2013 genomfördes kulturevenemanget Isfestivalen i Stadsträdgården, då en mängd statyer av is uppfördes i parken.
Stadsträdgården anlades under slutet av 1800-talet. Området där parken idag ligger användes dessförinnan som humlegård, betesvall och lertäkt och gick då under namnet Tegelhagen.